# The River (album d'Ali Farka Touré)
Pour les articles homonymes, voir The River.
Albums de Ali Farka Touré
African Blues
(1990) The Source
(1993)
The River est un album d'Ali Farka Touré sorti en 1991. 

## Les pistes
| 1.    | Heygana      | 5:59 |
| 2.    | Goydiotam    | 6:25 |
| 3.    | Ai Bine      | 6:21 |
| 4.    | Tangambara   | 5:22 |
| 5.    | Toungere     | 7:32 |
| 6.    | Jungou       | 7:23 |
| 7.    | Kenouna      | 5:02 |
| 8.    | Boyrei       | 5:23 |
| 9.    | Tamala       | 8:06 |
| 10.   | Lobo         | 6:44 |
| 11.   | Instrumental | 2:59 |
| 66:38 |              |      |